# Kontextprinzip
Unter Kontextprinzip versteht man das Postulat des Logikers und Philosophen Gottlob Frege, wonach Begriffe nur im Zusammenhang eines Satzes etwas bedeuten. So erhält etwa der Begriff „Stein“ erst eine Bedeutung, wenn er im Elementarsatz „x ist ein Stein“ auftritt.